# Daniel Micka
Daniel Micka (* 22. dubna 1963 Praha) je český spisovatel a překladatel z angličtiny a francouzštiny.
Od roku 1992 publikoval své povídky v řadě českých literárních periodik, později vyšly tři jeho povídkové sbírky knižně.
První kniha Samou láskou člověka sníst byla vydána roku 1996 a její pokračování Strach z lidí roku 2001. Další navazující sbírka Hledání člověka a sny o milování se s ním vyšla roku 2007 jako e-kniha a roku 2011 také v knižním vydání.
Jeho povídky se staly inspirací dvou divadelních her a některé vyšly v překladu do finštiny, nizozemštiny a polštiny v zahraničních literárních sbornících či časopisech.
Překládá knihy z oblasti filozofie, psychologie a náboženství různých anglicky píšících autorů, mezi něž patří Stuart Wilde, Norman Vincent Peale, Henryk Skolimowski, John N. Gray, Daniel A. Helminiak, Gerald G. Jampolsky, Jeffrey Moussaieff Masson, Larry Wolff, Howard I. Kushner, Ian Buruma, David Benatar, Dambisa Moyo, Christopher Lasch, David Bakan, Anne Rooneyová, Ronald Dworkin a další, tématem několika knih byly názory Sigmunda Freuda či osoba Otto Weiningera. Z francouzštiny přeložil knihy neuropsychiatra Borise Cyrulnika. Kromě knih překládal v minulosti také scénáře a texty filmů i dokumentů pro Československou televizi a filmovou společnost Alfafilm.
Nyní se Daniel Micka kromě psaní prózy věnuje zejména překladům z angličtiny a francouzštiny pro různá nakladatelství, působí také jako nakladatelský redaktor. Žije a tvoří v Praze.

## Vlastní dílo

### Příspěvky v časopisech
Jednotlivé Mickovy povídky vycházely od roku 1992 v literárních časopisech
Tvar,
Literární noviny,
Vokno,
Iniciály,
Revolver Revue
a dalších.
V edici TVARy (jako příloha časopisu Tvar) vyšly menší soubory povídek:
- Strach z lidí. Edice TVARy, sv. 2 (1995), s. 1–32. In: Tvar. Roč. 6, č. 2 (26.01.1995).
- Hledání člověka. Edice TVARy, sv. 19 (2004), s. 1–32. In: Tvar. Roč. 15, č. 19 (18.11.2004). ISSN 0862-657X.

### Vydané knihy
- Samou láskou člověka sníst. Brno : Petrov, 1996. 118 s. (New Line; sv. 2.) ISBN 80-85247-72-0 (brož.)

– Sbírka 23 krátkých povídek, které vyjadřují pocity osamělého člověka, jenž má odvahu vykročit směrem k lidem, ale hledá marně své místo v životě; jejich hlavním námětem je nakonec zánik a lhostejnost k ostatním a ostatních k jedinci.
- Strach z lidí. Brno : Petrov, 2001. 200 s. ISBN 80-7227-097-4 (váz.)

– Sbírka 42 tematicky různorodých povídek, které spojuje pocit vykořeněnosti a tápání člověka, rozpaky nad životem a mezilidskými vztahy, strach z ostatních lidí; kniha zrcadlově převrácená k předchozí, vlastně její pokračování.
- Hledání člověka a sny o milování se s ním. Praha : dybbuk, 2011. 144 s. ISBN 978-80-7438-042-6 (brož.)
  - Elektronická kniha: Hledání člověka a sny o milování se s ním [E-kniha]. Praha : dybbuk, 2011. 144 normostran PDF. EAN EK167551.[9]
  - Před revidovaným vydáním vyšlo původně jako e-kniha: Hledání člověka a sny o milování se s ním. Praha (e-kniha) : dybbuk, vydáno 01.11.2007 01:31. 134 s. (Beletrie; sv. 05.)[10]

– Další soubor povídkových reflexí, které staví na neobvyklých příbězích vypravěče, jenž se v nich objevuje v řadě nezvyklých podob, ale neměnné roli. Literární a existenční výpověď jedince, který v části Hledání člověka provádí čtenáře fantaskním světem, i když minipovídky reflektují spíše absurditu světa skutečného. Druhá část, Sny o milování se s člověkem, je souborem snových představ a tajných zákoutí duše autora – i čtenáře, nechávajícího se zcela pohltit imaginací a atmosférou próz, děsivou i přitažlivou zároveň.

### Zastoupení ve sbornících
- Exkurse. In Kopáč, Radim; Jirkalová, Karolína; et al. (editor): Antologie nové české literatury 1995–2004. Praha : Fra, 2004. ISBN 80-86603-22-9. Str. 209–213.

### Přeloženo do cizích jazyků
- Illusorinen murha. [Iluzorní vražda] (finsky, překlad: Eero Balk). Parnasso. Roč. 44, čís. 3 (září 1994), str. 322. ISSN 0031-2320.[12]
- Ystäväkauppa. [Krámek s přáteli] (finsky, překlad: Eero Balk). Bohemia. Roč. 2004, čís. 1. ISSN 1456-9493.[13]
- Verhalen : Adoptie; Ontsnapping; Zoenen van een egel in een kooi. [Povídky : Adopce; Útěk; Polibky ježka v kleci] (nizozemsky, překlad: Herbert van Lynden). Tijdschrift voor Slavische Literatuur. Čís. 48 (prosinec 2007), str. 36–47. ISSN 0922-1182.[14] Dostupné online – tři povídky z knihy Strach z lidí (2001).
- Verhalen : Mijn terechtstelling; Kooi met bavianen; Kastanjes. [Povídky : Moje poprava; Klec s paviány; Kaštany] (nizozemsky, překlad: Herbert van Lynden). Tijdschrift voor Slavische Literatuur. Čís. 63 (prosinec 2012), str. 71–75. Dostupné online – tři povídky z knihy Samou láskou člověka sníst (1996).
- W poszukiwaniu człowieka. [Hledání člověka] (polsky, překlad: Barbara Kudaj). Czeskie Revue [online]. 2005. Dostupné online (archivní odkaz) – tři povídky ze souboru Hledání člověka (2004).[15]

### Další užití díla, inspirace
- Na motivy vydaných Mickových povídek napsal Stanislav Zajíček scénář původní divadelní hry Koťátka a tyrani, kterou pod jeho vedením nastudovalo studentské Divadlo Pária při Gymnáziu Matyáše Lercha (GML) v Brně a po premiéře 19. listopadu 2002 v aule GML se s ní účastnilo dvou přehlídek.[16]

- Fragmenty textů Daniela Micky (z povídky Neznámý) použil Jan Antonín Pitínský ve scénáři druhé části hry Bluesmeni (podle fiktivní antologie Blues 1890–1940 Michala Šandy), kterou v jeho režii nastudovalo ostravské Divadlo Petra Bezruče a mělo ji ve svém repertoáru od premiéry 11. listopadu 2011 na scéně Divadla loutek do derniéry 15. listopadu 2012 na domovské scéně.[17][18]

## Překladatelská činnost

### Překlady knih z angličtiny
- Wilde, Stuart: Kormidluj svůj člun. [Affirmations.] Praha : Erika : Petra, 1994. ISBN 80-85612-78-X (Erika).
- Peale, Norman Vincent: Síla pozitivního žití. [The Power of Positive Living.] Praha : Pragma : Knižní klub, 1996. ISBN 80-7176-450-7 (Knižní klub) ISBN 80-7205-059-1 (Pragma).
- Baker, Stephen: Jak žít s neurotickou kočkou. [How to Live with a Neurotic Cat.] Praha : Pragma, 1997. ISBN 80-7205-385-X.
- Skolimowski, Henryk: Účastná mysl : nová teorie poznání a vesmíru. [The Participatory Mind : A New Theory of Knowledge and of the Universe.] Praha : Mladá fronta, 2001. (Myšlenky; sv. 3.) ISBN 80-204-0918-1.
- Gray, John N.: Dvě tváře liberalismu. [Two Faces of Liberalism.] Praha : Mladá fronta, 2004. (Myšlenky; sv. 17.) ISBN 80-204-0992-0.
- Helminiak, Daniel A.: Ježíš Kristus : kým byl/je doopravdy. [The Same Jesus : A Contemporary Christology.] Praha : Práh, 2004. ISBN 80-7252-105-5.
- Jampolsky, Gerald G.: Léčivá moc lásky : sedm principů atitudálního léčení. [Teach Only Love : The Seven Principles of Attitudinal Healing.] Praha : Pragma, 2004. ISBN 80-7205-145-8.
- White, Gregory L.; Mullen, Paul E.: Žárlivost : teorie, výzkum a klinické strategie. [Jealousy : Theory, Research, and Clinical Strategies.] Praha : Triton, 2006. (Psyché; sv. 33.) ISBN 80-7254-708-9.
- Helminiak, Daniel A.: Co vlastně Bible říká o homosexualitě? [What the Bible Really Says About Homosexuality.] Brno : Centrum pro studium demokracie a kultury (CDK), 2007. ISBN 978-80-7325-122-2.
- Masson, Jeffrey Moussaieff: Útok na pravdu : Freudovo potlačení teorie svádění. [The Assault on Truth : Freud's Suppression of the Seduction Theory.] Praha : Mladá fronta, 2007. ISBN 978-80-204-1640-7.
- Slipp, Samuel: Freudovská mystika : Freud, ženy a feminismus. [The Freudian Mystique : Freud, Women, and Feminism.] Praha : Triton, 2007. (Psyché; sv. 46.) ISBN 978-80-7254-891-0.
- Wolff, Larry: Týrání a zneužívání dětí ve Vídni v době Freuda (korespondenční lístky z konce světa). [Child Abuse in Freud's Vienna : Postcards from the End of the World.] Praha : Triton, 2007. (Psyché; sv. 43.) ISBN 978-80-7254-869-9.
- Dreger, Alice Domurat: Hermafroditi a medicínská konstrukce pohlaví. [Hermaphrodites and the Medical Invention of Sex.] Praha : Triton, 2009. ISBN 978-80-7387-040-9.
- Sengoopta, Chandak: Otto Weininger : sexualita a věda v císařské Vídni. [Otto Weininger : Sex, Science, and Self in Imperial Vienna.] Praha : Academia, 2009. (Galileo; sv. 30.) ISBN 978-80-200-1753-6.
- Kushner, Howard I.: Tourettův syndrom. [A Cursing Brain? : The Histories of Tourette Syndrome.] Praha : Triton, 2011. ISBN 978-80-7387-471-1.
- Buruma, Ian: Krocení bohů : Náboženství a demokracie na třech kontinentech. [Taming the Gods : Religion and Democracy on Three Continents.] Praha : Academia, 2012. (Edice XXI. století; sv. 15.) ISBN 978-80-200-2040-6.
- Benatar, David: Nebýt či být : O utrpení, které přináší příchod na tento svět. [Better Never to Have Been : The Harm of Coming into Existence.] Praha : Dybbuk, 2013. ISBN 978-80-7438-085-3.
- Yerushalmi, Yosef Hayim: Freudův Mojžíš : Judaismus konečný a nekonečný. [Freud's Moses : Judaism Terminable and Interminable.] Praha : Academia, 2015. (Judaica; sv. 17.) ISBN 978-80-200-2501-2.
- Smith, Jeffrey M.: Doba jedová 5 : Geneticky modifikované potraviny. [Genetic Roulette : The Documented Health Risks of Genetically Engineered Foods.] Praha : Stanislav Juhaňák – Triton, 2015. ISBN 978-80-7387-924-2.
- Moyová, Dambisa: Kterak Západ zbloudil : 50 let ekonomického bláznovství – a neúprosná rozhodnutí, která nás čekají. [How the West Was Lost : Fifty Years of Economic Folly – And the Stark Choices that Lie Ahead.] Praha : Academia, 2015. (Edice XXI. století; sv. 36.) ISBN 978-80-200-2500-5.
- Lasch, Christopher: Kultura narcismu : Americký život ve věku snižujících se očekávání. [The Culture of Narcissism : American Life in an Age of Diminishing Expectations.] Praha : Stanislav Juhaňák – Triton, 2016. ISBN 978-80-7553-000-4.
- Phillipsová, Anita: Obrana masochismu. [A Defence of Masochism.] Praha : Volvox Globator, 2016. ISBN 978-80-7511-298-9.
- Wolynn, Mark: Trauma : nechtěné dědictví : jak nás formuje zděděné rodinné trauma a jak je překonat. [It Didn't Start with You : How Inherited Family Trauma Shapes Who We Are and How to End the Cycle.] Praha : Stanislav Juhaňák – Triton, 2017. ISBN 978-80-7553-129-2.
- Washingtonová, Harriet A.: Doba jedová 8 : Infekční šílenství : Vakcíny, antibiotika, autismus, schizofrenie, viry. [Infectious madness : The Surprising Science of How We "Catch" Mental Illness.] Praha : Stanislav Juhaňák – Triton, 2017. ISBN 978-80-7553-343-2.
- Bollinger, Ty M.: Pravda o rakovině : Vše, co potřebujete vědět o historii, léčbě a prevenci této zákeřné nemoci. [The Truth about Cancer : What You Need to Know about Cancer's History, Treatment, and Prevention.] Praha : Dobrovský s.r.o., 2017. (Knihy Omega.) ISBN 978-80-7390-592-7.
- Bakan, David: Sigmund Freud a židovská mystická tradice. [Sigmund Freud and the Jewish Mystical Tradition.] Praha : Volvox Globator, 2017. ISBN 978-80-7511-363-4.
- Allender, Dan B.: Léčba zraněného srdce : Bolest ze sexuálního zneužití a naděje na proměnu. [Healing the Wounded Heart : The Heartache of Sexual Abuse and the Hope of Transformation.] Praha : Stanislav Juhaňák – Triton, 2018. ISBN 978-80-7553-518-4.
- Mace, Nancy L; Rabins, Peter V.: Alzheimer : Rodinný průvodce péčí o nemocné s Alzheimerovou chorobou a jinými demencemi : ztráta paměti, změny chování a nálad, jak vydržet v roli ošetřovatele, každodenní péče o blízké s demencí či ztrátou paměti. [The 36-Hour Day : A Family Guide to Caring for People Who Have Alzheimer Disease, Other Dementias, and Memory Loss.] Praha : Stanislav Juhaňák – Triton, 2018. ISBN 978-80-7553-583-2.
- Rooney, Anne: Příběh psychologie : Od duchů k psychoterapii: naše mysl v průběhu věků. [The Story of Psychology : From Spirits to Psychotherapy: Tracing the Mind Through the Ages.] Praha : Dobrovský s.r.o., [2018]. (Knihy Omega.) ISBN 978-80-7390-889-8.
- Perryová, Gina: Ztracení chlapci : Kontroverzní psychologický experiment Muzafera Sherifa ve Státním parku Robbers Cave. [The Lost Boys : Inside Muzafer Sherif's Robbers Cave Experiment.] Praha : Stanislav Juhaňák – Triton, 2019. ISBN 978-80-7553-667-9.
- Dworkin, Ronald M.: Náboženství bez Boha. [Religion Without God.] Praha : Dybbuk, 2021. ISBN 978-80-7438-263-5.
- Cohen, David: Freud na koksu. [Freud on Coke.] Praha : Malvern, 2022. ISBN 978-80-7530-365-3.

### Překlady knih z francouzštiny
- Cyrulnik, Boris: Když si dítě sáhne na život. [Quand un enfant se donne « la mort ».] Praha : Stanislav Juhaňák – Triton, 2020. ISBN 978-80-7553-788-1.
- Cyrulnik, Boris: V noci jsem psal o slunci : psaní jako prostředek terapie. [La nuit, j'écrirai des soleils.] Praha : Stanislav Juhaňák – Triton, 2020. ISBN 978-80-7553-819-2.
- Girouille, Michel: Psi ve službách člověka : Policejní psi na drogy, výbušniny, katastrofy. [Des chiens au service des hommes : Les brigades canines : Drogue, explosifs, catastrophes.] Praha : Naše vojsko, 2024. ISBN 978-80-206-2025-5.

### Ocenění a nominace
- Překlad anglickojazyčné knihy Chandaka Sengoopty s názvem Otto Weininger, Sexualita a věda v císařské Vídni byl nominován na Cenu Nakladatelství Academia za překlad vědecké nebo populárně naučné práce za rok 2009 (2. ročník).[19]